# Juan Ramiro Robledo
Juan Ramiro Robledo Ruiz (San Luis Potosí, México, 9 de septiembre de 1949). Es un político mexicano, antiguo miembro del Partido Revolucionario Institucional por el que fue elegido diputado federal y senador, en 2009 fue candidato del Partido de la Revolución Democrática, del Partido del Trabajo, del Partido Convergencia y del Partido Conciencia Popular, a Gobernador de San Luis Potosí.
Juan Ramiro Robledo es Licenciado en Derecho, como miembro del PRI fue elegido en 1994 como senador por San Luis Potosí para el periodo de ese año a 2000, en 2003 fue precandidato de su partido a Gobernador de su estado, compitiendo en la elección interna con Luis García Julián, Elías Dip Ramé y Manuel Medellín Milán, resultando ganador el primero, sin embargo tanto Robledo, como Dip y Medellín acusaron de intervencionismo y de imponer a García Julián al gobernador Fernando Silva Nieto y no reconocieron los resultados, y Robledo y Dip renunciaron al PRI, finalmente como candidato García Julián fue derrotado por su contrincante del PAN, Marcelo de los Santos. 
En 2008 al acercarse el nuevo proceso electoral de San Luis Potosí fue mencionado entre los posibles candidato del PRD a la gubernatura, registrándose oficialmente al abrirse la convocatoria y el 28 de enero de 2009 el Consejo Estatal del PRD lo eligió como candidato a Gobernador, quedando únicamente para su oficialización la ratificación del Consejo Político Nacional. Ésta ratificación se produjo el 6 de febrero, lo que lo convirtió en el candidato del PRD a Gobernador de San Luis Potosí. A la postulación perredista se unió el 18 de febrero la de Convergencia, y el 13 de marzo la del Partido del Trabajo.

## Universidad Autónoma de San Luis Potosí
Inicio a trabajar en la Universidad Autónoma de San Luis Potosí en 1976 como Profesor de Derecho Fiscal, al término de un año, en 1977 pasó a ser Profesor de Derecho Administrativo y Teoría del Estado, donde ha estado impartiendo clases a la fecha y desempeñando otras funciones dentro de esta institución. 
En 1981 fue coordinador de la dirección jurídica de la UASLP durante cuatro años terminando en 1985, dos años después obtuvo el puesto de Secretario General de 1986 a 1988, después de esto dejó de lado los puestos administrativos quedando únicamente como docente.

## Dentro de gobierno
En 1971 comenzó a trabajar en el puesto de Actuario y Defensor de oficio del Tribunal Contencioso Administrativo hasta el año 1978, pasando a ser Vicepresidente del Colegio Nacional de Profesores e Investigadores de Derecho Fiscal y de Finanzas Públicas A.C. hasta el año de 1985, al paso de tres años trabajó de secretario general de gobierno de 1988 a 1991.
A partir de 1991 pasó nueve años dentro del gobierno federal donde desempeñó varios cargos como: diputado federal, presidente de la Cámara de Diputados Federales, subsecretario de la Secretaría de Gobernación, presidente de la Cámara de Senadores, senador de la República.
Por último pasó a hacer diputado del Congreso del Estado del 2003 al 2006.

## Sector privado
Dentro del sector privado fue Presidente de la Asociación de Abogados de San Luis Potosí de 1975 a 1978, por último desempeñó consultorías jurídicas dentro de un despacho de abogados durante 11 años, de 2006 a 2017.